# Johnny Gargano
John Anthony Nicholas „Johnny“ Gargano (geboren am 14. August 1987 in Lakewood, Ohio) ist ein US-amerikanischer Wrestler. Momentan steht er bei der WWE unter Vertrag. Seine bislang größten Erfolge bei der WWE waren der Erhalt der NXT Tag Team Championship, der NXT North American Championship und der NXT Championship. Damit wurde er zum ersten Triple Crown Champion bei NXT. Zudem wurde er einmal WWE Tag Team Champion mit Tommaso Ciampa.

## Wrestling-Karriere

### Anfänge
Seine ersten Matches im Wrestling absolvierte Johnny Gargano im Jahr 2005. Zunächst trat er vor allem für Cleveland All-Pro Wrestling und Absolute Intense Wrestling auf. Am 20. März 2007 gab er unter dem Ringnamen Cedric von Haussen sein Debüt bei der WWE, als er bei SmackDown ein Singles-Match gegen Montel Vontavious Porter verlieren musste. Bei diesem einmaligen Auftritt in einer Show der Promotion blieb es jedoch zunächst.
Bereits zuvor hatte er am 8. Oktober 2006 bei Cleveland All-Pro Wrestling die zuvor vakante CAPW Junior Heavyweight Championship in einem Fatal-Four-Way-Match gegen Josh Prohibition, M-Dogg 20 und Zach Gowen gewinnen dürfen. Diese hielt er bis zum 11. Februar 2007, als er sie an Gowen abgeben musste.

### Independent-Ligen (2007–2016)
In der folgenden Zeit stieg er bei verschiedenen Organisationen in den Ring, so etwa weiterhin für Absolute Intense Wrestling oder Pro Wrestling Ohio. Bei Absolute Intense Wrestling hielt er zwischen Mai 2008 und Mai 2009 die AIW Intense Championship zwei Mal für insgesamt 263 Tage.
Ab Juli 2010 gehörte Gargano bei Chikara Pro Wrestling gemeinsam mit Icarus und Chuck Taylor dem Stable Team FIST an. Hier ersetzte er im Rahmen der Storyline Gran Akuma. Gemeinsam mit Taylor erhielt Gargano zwei Mal die Chikara Campeonatos de Parejas Championship.
Bei einer Veranstaltung von Dragon Gate am 13. November 2011 gewann Gargano die Open the Freedom Gate Championship von Yamato. Diese hielt er anschließend 873 Tage lang bis zum 4. April 2014, als er sie an Ricochet abgab. Die Dauer der Regentschaft stellt einen Rekord in der Historie des im November 2009 eingeführten und im August 2015 eingestellten Titels dar.

### World Wrestling Entertainment (2015–2021)

#### NXT und DIY (2015–2017)
2015 kehrte Gargano erstmals seit seinem Debüt im Jahr 2007 zur WWE zurück. Ab August trat er gemeinsam mit Tommaso Ciampa bei einem als Dusty Rhodes Tag Team Classic bezeichneten Turnier für Tag Teams im Rahmen von NXT an. Dort durfte das Team in der ersten Runde Bull Dempsey und Tyler Breeze besiegen, ehe es im Viertelfinale gegen Baron Corbin und Rhyno verlieren musste. 2016 wechselte Gargano endgültig zur WWE und bildete weiterhin mit Ciampa ein Team. Ab Juni nahmen beide am Cruiserweight Classic teil, dabei kam es in der ersten Runde zu einem Match zwischen den beiden. Gargano ging zwar siegreich aus dem Duell mit seinem eigentlichen Partner hervor, verlor jedoch in der zweiten Runde gegen den späteren Gewinner des Turniers T. J. Perkins und schied damit ebenfalls aus.
Anschließend trat er wieder zusammen mit Ciampa an, nun mit dem Teamnamen #DIY. Im zweiten Halbjahr 2016 fehdeten die beiden gegen The Revival (Dash Wilder und Scott Dawson) um die NXT Tag Team Championship. Am 20. August 2016 kam es bei NXT TakeOver: Brooklyn II zum ersten Titelmatch der beiden Teams in einer TV-Show, jedoch durften Ciampa und Gargano die Titel zu diesem Zeitpunkt nicht gewinnen. Beim Dusty Rhodes Tag Team Classic 2016 schied das Team im Halbfinale gegen The Authors of Pain (Akam und Rezar) aus.
Bei NXT TakeOver: Toronto gewannen die beiden schließlich doch die NXT Tag Team Championship von The Revival. Die Titel hielten sie bis zum 28. Januar 2017, als sie diese bei NXT TakeOver: San Antonio an The Authors of Pain weitergaben. Bei NXT TakeOver: Orlando behielten The Authors of Pain die Titel in einem Triple-Threat-Elimination-Match gegen #DIY und The Revival. Mit einem Leiter-Match um die Titel bei NXT TakeOver: Chicago am 20. Mai 2017 und einem weiteren Sieg der Authors of Pain wurde die Fehde abgeschlossen. Nach dem Match wurde Gargano von seinem Partner Ciampa, der einen Heel-Turn vollzog, attackiert. Das Team #DIY wurde damit aufgelöst.

#### Fehde gegen Tommaso Ciampa und NXT North American Champion (2017–2019)

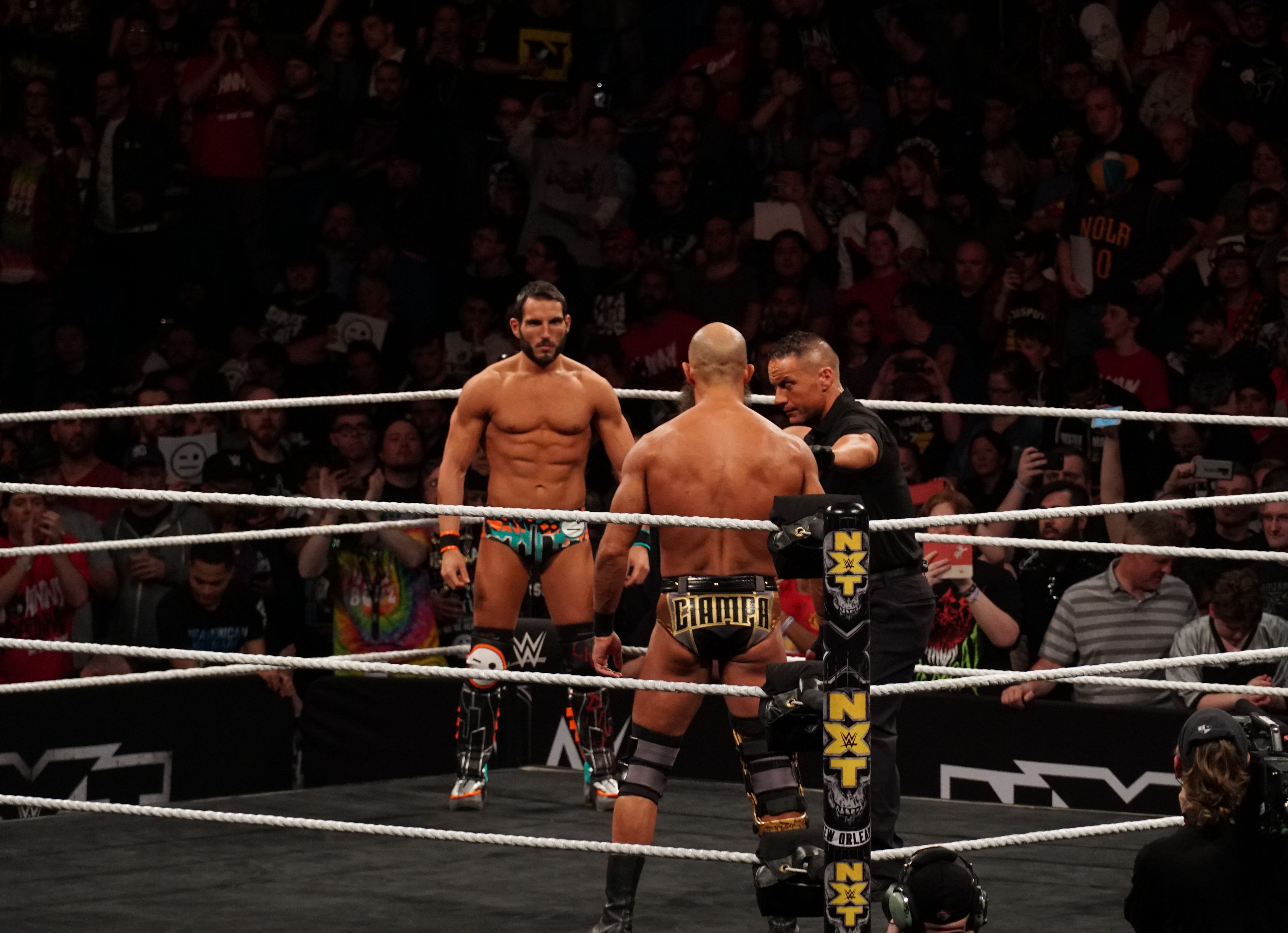
Gargano vs. Tommaso Ciampa beim TakeOver: New Orleans Event.

Das geplante Fehdenprogramm zwischen den beiden nun ehemaligen Partnern konnte nach NXT TakeOver: Chicago jedoch zunächst nicht umgesetzt werden, da sich Ciampa bei der Veranstaltung einen realen Kreuzbandriss zugezogen hatte und daher für einige Monate pausieren musste. Aus diesem Grund verschwand Gargano für einige Zeit aus den TV-Sendungen. Am 18. November 2017 trat er bei NXT gegen Pete Dunne um die WWE United Kingdom Championship an, musste das Match aber verlieren.

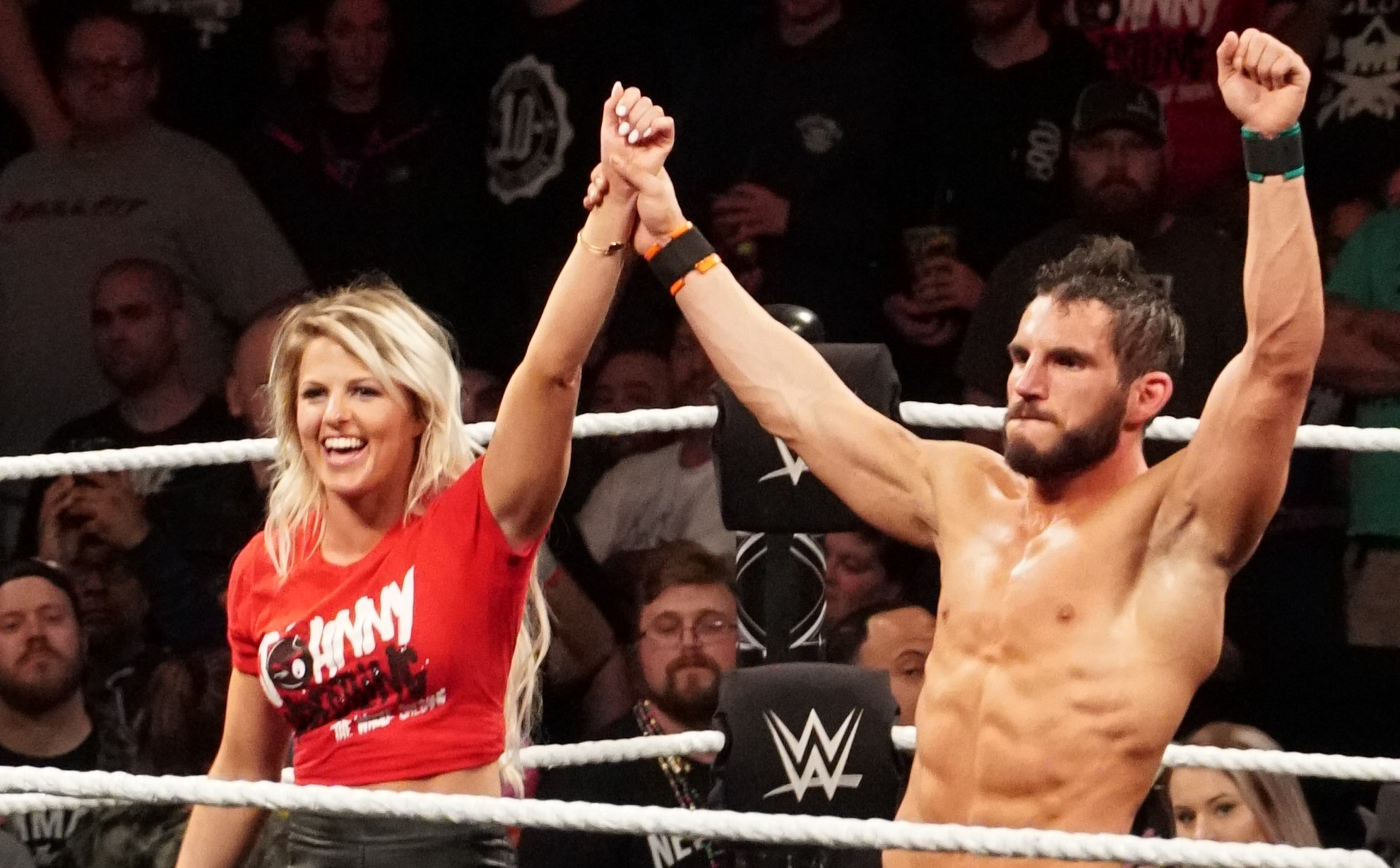
Candice LeRae und Gargano nach seinem Match bei NXT TakeOver: New Orleans

Anschließend begann er eine Fehde mit Andrade Almas um die NXT Championship. Am 27. Januar 2018 verlor er bei NXT TakeOver: Philadelphia ein Titelmatch gegen diesen. Auch bei einer am 1. Februar aufgezeichneten und am 21. Februar 2018 ausgestrahlten NXT-Ausgabe musste Gargano ein Titelmatch gegen Almas verlieren. Da er für dieses laut Storyline seinen weiteren Verbleib bei NXT eingesetzt hatte, musste er die Sendung verlassen. Bei NXT TakeOver: New Orleans am 7. April 2018 kehrte er mit einem Sieg in einem Match gegen seinen zurückgekehrten ehemaligen Partner Ciampa in die TV-Shows zurück. Am 16. Juni 2018 endete die im Mai 2017 begonnene, aufgrund der Verletzung zwischenzeitlich unterbrochene, später wieder aufgegriffene und dadurch mehr als ein Jahr andauernde Fehde gegen Ciampa bei NXT TakeOver: Chicago II augenscheinlich mit einer Niederlage für Gargano. In der am 25. Juli 2018 ausgestrahlten NXT-Sendung griff Gargano jedoch in ein Titelmatch zwischen Ciampa und Aleister Black ein und attackierte seinen ehemaligen Partner. Dabei traf er aber auch den amtierenden Champion Black hart mit dem Titelgürtel, so dass Ciampa, diese Chance nutzend, das Match gewinnen konnte und damit neuer NXT Champion wurde. Für die folgende Großveranstaltung NXT TakeOver: Brooklyn IV wurde daraufhin ein Match zwischen Gargano, Ciampa und Black um den Titel angesetzt. Aufgrund einer realen Verletzung musste Black jedoch aus dem Match gestrichen werden. Seine Auszeit wurde innerhalb der Storyline damit erklärt, dass er auf dem Parkplatz der Full Sail University, wo die NXT-Shows zumeist stattfinden, von einem unbekannten Angreifer niedergeschlagen wurde. Das Match zwischen Ciampa und Gargano wurde zu einem Last Man Standing-Match umgewandelt, welches Gargano wiederum verlor. Nachdem Black von seiner Auszeit zurückgekehrt war, suchte er nach der Person, die ihn niedergeschlagen hatte. In der NXT-Sendung vom 24. Oktober 2018 bekannte sich schließlich Gargano zu diesem Angriff und wurde dadurch selbst zum Heel, eine Wandlung, die sich bereits seit längerem angedeutet hatte.
Bei NXT TakeOver: Phoenix am 26. Januar 2019 besiegte Gargano Ricochet und wurde dadurch zum neuen NXT North American Champion. Diesen Titel verlor er jedoch bereits kurze Zeit später, in der bereits am 1. Februar aufgezeichneten aber erst am 20. Februar 2019 ausgestrahlten NXT-Sendung, an Velveteen Dream.

#### Auftritte im Main Roster, Wiedervereinigung mit Tommaso Ciampa und NXT Champion (2019–2021)
In den beiden Tagen zuvor bestritt Gargano überraschend Matches bei Raw gegen The Revival und SmackDown Live gegen Sheamus und Cesaro, wobei er wieder gemeinsam mit seinem ehemaligen Tag Team-Partner Tommaso Ciampa auftrat. Beide Begegnungen konnten Gargano und Ciampa gewinnen. In der Folge traten Gargano und Ciampa auch bei NXT wieder als Tag Team #DIY auf und nahmen in den NXT-Sendungen vom 6. und 13. März 2019 am Dusty Rhodes Tag Team Classic-Turnier teil. Nach zwei Matches als Team zerbrach die Allianz jedoch wieder und Gargano konnte sich gegen einen Angriff Ciampas erfolgreich wehren, der nach ihrem Ausscheiden aus dem Turnier erfolgte. Hierdurch wurde er wieder zum Face und demnach zu „Johnny Wrestling“.
Bei NXT TakeOver: New York am 5. April 2019 bestritt Gargano ein 2 Out Of 3 Falls Match gegen Adam Cole um die vakante NXT Championship. Diesen Titel musste sein ehemaliger Partner, Tommaso Ciampa, kurz vorher abgeben, da dieser nach einer realen Wirbelsäulenverletzung einen chirurgischen Eingriff und eine längere Auszeit benötigte. Das Match gegen Cole konnte Gargano 2:1 gewinnen. Damit wurde zum neuen NXT Champion und gleichzeitig zum ersten Triple Crown Champion bei NXT. Nach dem Sieg feierte er diesen mit seiner Frau, Candice LeRae, und schließlich auch mit Tommaso Ciampa, der ebenfalls auf die Bühne trat. Diese Regentschaft hielt 57 Tage und verlor den Titel schlussendlich an Adam Cole bei NXT TakeOver: XXV am 1. Juni 2019. Am 10. August 2019 bestritt er ein weiteres Match gegen Cole bei NXT TakeOver: Toronto um die NXT Championship, dieses Match verlor er jedoch.
Am 28. Oktober 2020 gewann er zum zweiten Mal den NXT North American Championship, hierfür besiegte er Damian Priest. Die Regentschaft hielt 14 Tage und verlor den Titel am 11. November 2020 an Leon Ruff. Am 6. Dezember 2020 gewann er den Titel bei NXT TakeOver: WarGames IV von Leon Ruff zurück. Am 9. Dezember 2020 kündigte er ein neues Stable namens The Way an. Als Mitglieder ernannte er seine Frau, Indi Hartwell und Austin Theory. Seine Regentschaft als North American Champion hielt 163 Tage und verlor den Titel, schlussendlich am 18. Mai 2021 an Bronson Reed. Am 10. Dezember 2021 lief sein Vertrag bei WWE aus und verlängerte diesen nicht.

### Rückkehr zu World Wrestling Entertainment (seit 2022)
Am 22. August 2022 kehrte er bei der Raw-Ausgabe zur WWE zurück.

## Leben
Gargano ist seit dem 16. September 2016 mit der Wrestlerin Candice LeRae verheiratet.

## Wrestling-Erfolge
World Wrestling Entertainment

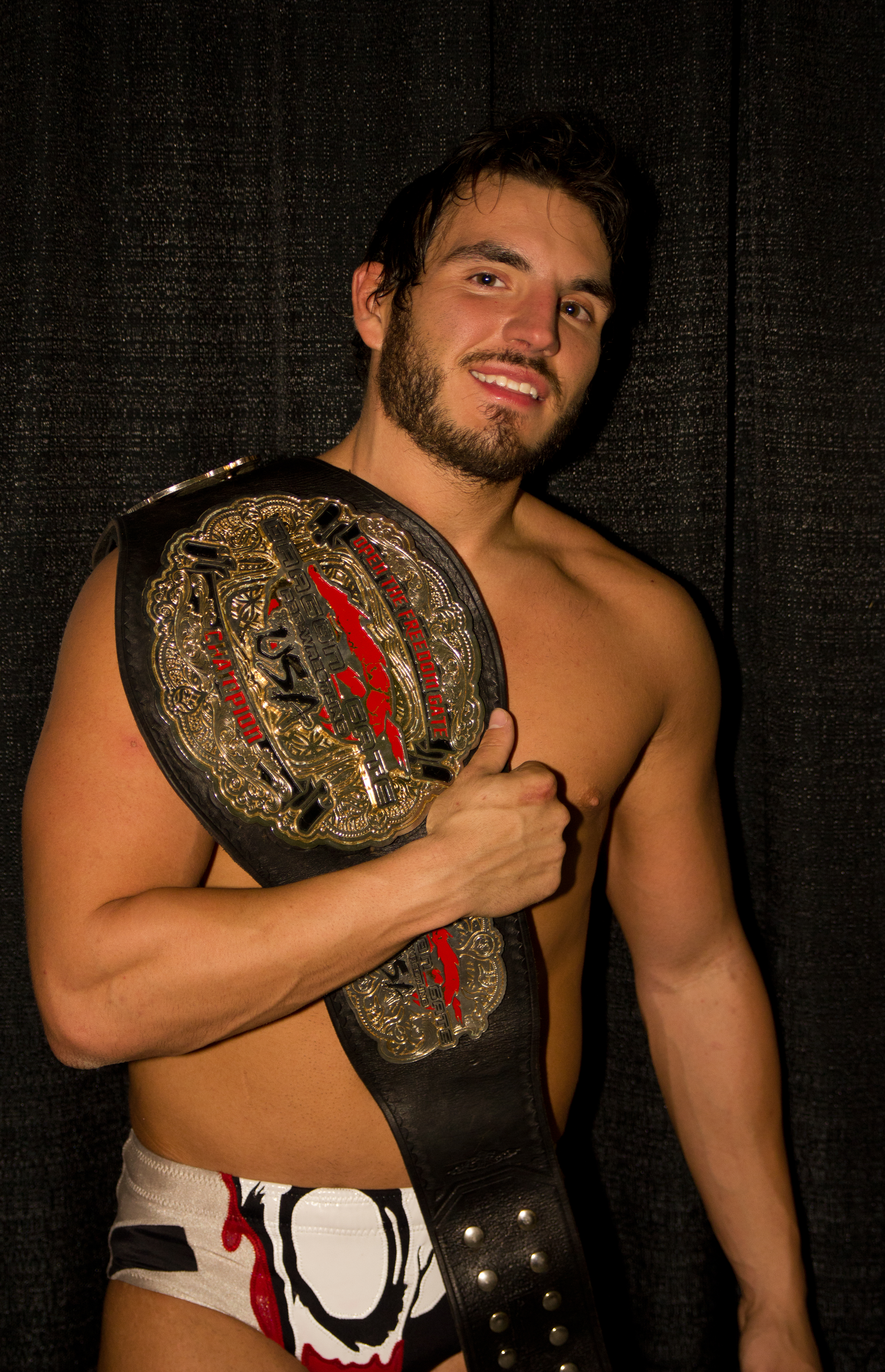
Gargano als Open the Freedom Gate Champion im Jahr 2013.

- WWE Tag Team Championship (2× mit Tommaso Ciampa)
- NXT Championship (1×)
- NXT North American Championship (3×)
- NXT Tag Team Championship (1× mit Tommaso Ciampa)
- NXT Triple Crown Champion

Evolve
- Evolve Tag Team Championship (1× mit Drew Galloway)

Dragon Gate USA
- Open the Freedom Gate Championship (2×)
- Open the United Gate Championship (1× mit Rich Swann)

Chikara Pro Wrestling
- Chikara Campeonatos de Parejas Championship (2× mit Chuck Taylor)

Cleveland All-Pro Wrestling
- CAPW Junior Heavyweight Championship (1×)

Championship Wrestling Experience
- CWE Undisputed Championship (1×)

International Wrestling Cartel
- IWC Super Indy Championship (1×)
- IWC Tag Team Championship (1× mit Michael Facade)

Legacy Wrestling
- Legacy Wrestling Heavyweight Championship (1×)

Pro Wrestling Ohio
- Prime Championship (3×)

Smash Wrestling
- Smash Wrestling Championship (1×)

Pro Wrestling Illustrated
- Nummer 46 der Top 500 Wrestler in der PWI 500 im Jahr 2020

## Belege
1. 1 2  WWE NXT Tag Team Champions 19.11.2016 – 28.01.2017: #DIY (Johnny Gargano & Tommaso Ciampa) in der Datenbank von Cagematch, abgerufen am 28. Juni 2018.
2. ↑  Andy Datson: New NXT North American Champion Crowned At NXT TakeOver: Phoenix. 27. Januar 2019, abgerufen am 21. Februar 2019 (britisches Englisch).
3. ↑  NXT TakeOver: New York results -- Johnny Gargano wins NXT championship. 5. April 2019, abgerufen am 7. April 2019 (englisch).
4. ↑  Johnny Gargano – Matches pro Liga und Jahr in der Datenbank von Cagematch, abgerufen am 28. Juni 2018.
5. ↑  WWE Friday Night SmackDown #396 in der Datenbank von Cagematch, abgerufen am 28. Juni 2018.
6. ↑  CAPW Junior Heavyweight Champion 08.10.2006 – 11.02.2007: Johnny Gargano in der Datenbank von Cagematch, abgerufen am 28. Juni 2018.
7. ↑  AIW Intense Champion 25.05.2008 – 28.11.2008: Johnny Gargano in der Datenbank von Cagematch, abgerufen am 28. Juni 2018.
8. ↑  AIW Intense Champion 28.02.2009 – 15.05.2009: Johnny Gargano (2) in der Datenbank von Cagematch, abgerufen am 28. Juni 2018.
9. ↑  Team FIST in der Datenbank von Cagematch, abgerufen am 28. Juni 2018.
10. ↑  Open The Freedom Gate Champion 13.11.2011 – 04.04.2014: Johnny Gargano in der Datenbank von Cagematch, abgerufen am 28. Juni 2018.
11. ↑  Open The Freedom Gate Championship in der Datenbank von Cagematch, abgerufen am 28. Juni 2018.
12. ↑  WWE NXT #163 in der Datenbank von Cagematch, abgerufen am 28. Juni 2018.
13. ↑  WWE NXT #164 in der Datenbank von Cagematch, abgerufen am 28. Juni 2018.
14. ↑  #DIY in der Datenbank von Cagematch, abgerufen am 28. Juni 2018.
15. ↑  NXT TakeOver: Brooklyn II (20.08.2016). Wrestling-Point.de, 21. August 2016, abgerufen am 28. Juni 2018.
16. ↑  WWE NXT #221 in der Datenbank von Cagematch, abgerufen am 28. Juni 2018.
17. ↑  WWE NXT „Takeover: Toronto“ Ergebnisse & Bericht aus Toronto, Kanada vom 19.11.2016 (inkl. Videos & kompletter Pre-Show). Wrestling-Infos.de, 20. November 2016, abgerufen am 28. Juni 2018.
18. ↑  NXT „Takeover: San Antonio“ Ergebnisse + Bericht aus San Antonio, Texas vom 28.01.2017 (inkl. Videos + kompletter Kickoff-Show). Wrestling-Infos.de, 29. Januar 2017, abgerufen am 28. Juni 2018.
19. ↑  NXT „Takeover: Orlando“ Ergebnisse + Bericht aus Orlando, Florida vom 01.04.2017 (inkl. Videos). Wrestling-Infos.de, 2. April 2017, abgerufen am 28. Juni 2018.
20. ↑  WWE „NXT Takeover: Chicago“ Ergebnisse + Bericht aus Rosemont, Illinois vom 20.05.2017 (inkl. Videos + kompletter Pre-Show). Wrestling-Infos.de, 21. Mai 2017, abgerufen am 28. Juni 2018.
21. ↑  (...) Tommaso Ciampa fällt mit Kreuzbandriss aus (...). Wrestling-Infos.de, 30. Mai 2017, abgerufen am 28. Juni 2018.
22. ↑  WWE NXT #275 in der Datenbank von Cagematch, abgerufen am 28. Juni 2018.
23. ↑  WWE „NXT TakeOver: Philadelphia“ Ergebnisse + Bericht aus Philadelphia, Pennsylvania, USA vom 27.01.2018 (inkl. Videos und komplette Pre-Show). Wrestling-Infos.de, 28. Januar 2018, abgerufen am 28. Juni 2018.
24. ↑  WWE NXT #288 in der Datenbank von Cagematch, abgerufen am 28. Juni 2018.
25. ↑  WWE „NXT TakeOver: New Orleans“ Bericht + Ergebnisse aus New Orleans, Louisiana vom 07.04.2018 (inkl. Videos und kompletter Preshow). Wrestling-Infos.de, 8. April 2018, abgerufen am 28. Juni 2018.
26. ↑  WWE „NXT Takeover: Chicago II“ Bericht + Ergebnisse aus Chicago, Illinois vom 16.06.2018 (inkl. Videos und kompletter Pre-Show). Wrestling-Infos.de, 17. Juni 2018, abgerufen am 28. Juni 2018.
27. ↑  Christian Bruns: Titelwechsel bei WWE: Tommaso Ciampa neuer NXT-Champion! In: Power-Wrestling. 26. Juli 2018, abgerufen am 21. Februar 2019 (deutsch).
28. ↑  Tommy Messano: Tommaso Ciampa pens an official statement about Johnny Gargano’s heel turn. 25. Oktober 2018, abgerufen am 21. Februar 2019.
29. ↑  Andy Datson: New NXT North American Champion Crowned At NXT TakeOver: Phoenix. 27. Januar 2019, abgerufen am 21. Februar 2019 (britisches Englisch).
30. ↑  Aleister Black Defeats Andrade, DIY Best The Bar, Ricochet Picks Up A Win On WWE SmackDown Live | Fightful Wrestling. Abgerufen am 21. Februar 2019 (englisch).
31. ↑  NXT TakeOver: New York results -- Johnny Gargano wins NXT championship. 5. April 2019, abgerufen am 7. April 2019 (englisch).
32. ↑  NXT TakeOver: WarGames IV. Wrestling-Infos.de, 7. Dezember 2020, abgerufen am 7. Dezember 2020.
33. ↑  WWE NXT (09.12.2020). Wrestling-Point.de, 10. Dezember 2020, abgerufen am 2. April 2021.
34. ↑  WWE „NXT #584“ Ergebnisse & Bericht aus Orlando, Florida, USA vom 18.05.2021. Wrestling-Infos.de, 19. Mai 2021, abgerufen am 19. Mai 2021.
35. ↑  Johnny Gargano, Kyle O’Reilly und Kairi Sane nun offiziell Free Agents. Wrestling-Infos.de, 11. Dezember 2021, abgerufen am 12. Dezember 2021.
36. ↑  Raw (22.08.2022). Wrestling-Point.de, 23. August 2022, abgerufen am 23. August 2022.
37. ↑  Mike Johnson, Paul Jordan: CONGRATULATIONS TO GARGANO & LARAE, NEW WWE STUDIOS FILM TRAILER RELEASED, OUTSIDERS ON WWE NETWORK THIS MONDAY AND MORE. In: Pro Wrestling Insider, 17. September 2016, abgerufen am 28. Juni 2018 (englisch).

| Personendaten    | Personendaten                      |
| ---------------- | ---------------------------------- |
| NAME             | Gargano, Johnny                    |
| ALTERNATIVNAMEN  | Gargano, John Anthony Nicholas     |
| KURZBESCHREIBUNG | US-amerikanischer Wrestler         |
| GEBURTSDATUM     | 14. August 1987                    |
| GEBURTSORT       | Lakewood, Ohio, Vereinigte Staaten |